# Cyclopentin
Cyclopentin ist eine organische Verbindung aus der Gruppe der Cycloalkine.

## Herstellung und Reaktionen
Cyclopentin konnte bisher nicht isoliert werden. Es wird davon ausgegangen, dass selbst bei −78 °C die Halbwertszeit der Verbindung unter eine Sekunde beträgt. Als reaktives Intermediat kann es jedoch beispielsweise in Cycloadditionen abgefangen werden. Herstellungsmethoden basieren entweder auf einer Ringerweiterung eines Cyclobutanrings mit einem Carben, welches beispielsweise ausgehend von Cyclobutylidendiazomethan oder Dibromcyclobutylidenmethan hergestellt werden kann. Eine alternative Methode basiert auf der Eliminierung aus einem Derivat des Cyclopentens. Zum Beispiel kann Cyclopentin ausgehend von 2-Trimethylsilylcyclopent-2-en-1-on hergestellt werden. Dieses wird zunächst mit L-Selectrid und dann mit Bis(trifluormethansulfonyl)anilin umgesetzt, um 2-Trimethylsilylcyclopent-1-en-1-yltriflat zu erhalten. Durch Erhitzen mit Caesiumfluorid wird Cyclopentin gebildet, das durch geeignete Reagenzien wie Benzylazid oder 1,3-Dimethyl-2-imidazolidinon abgefangen werden kann. Als Komplex mit Platin ist Cyclopentin vergleichsweise stabil. Ein solcher Komplex kann hergestellt werden, indem 1,2-Dibromcyclopenten zunächst mit (Ethylen)bis(triphenylphosphin)platin komplexiert und dann mit Natriumamalgam umgesetzt wird.